# Karlheinz Meininger
Karlheinz „Charly“ Meininger (* 1. Februar 1953 in Gottsdorf) ist ein ehemaliger deutscher Fußballspieler.

## Laufbahn
Ab 1972 spielte der vormalige Stürmer des SC Zwiesel für den TSV 1860 München in der Regionalliga Süd – der damals zweithöchsten Spielklasse. In den letzten zwei Spielzeiten des alten Ligensystems (Bundesliga und darunter die fünf Regionalligen Süd, Südwest, West, Nord und Berlin) kamen die „Löwen“ jeweils auf den dritten Rang. Unter den Trainern Hans Tilkowski, Elek Schwartz und Rudi Gutendorf absolvierte der Nachwuchsspieler 24 Regionalligaspiele und erzielte fünf Tore. Zur Saison 1974/1975 wechselte er zum 1. FC Nürnberg, der in der neugegründeten zweiten Bundesliga antrat und wo sein ehemaliger „Löwen“-Trainer Tilkowski zwischenzeitlich tätig war. Im zweiten „Club“-Jahr, 1975/76, reichte es für die Mannen um Torhüter Franz Schwarzwälder, Norbert Eder, Dieter Nüssing und Hans Walitza zur Erringung der Vizemeisterschaft. Meininger hatte an der Seite von Torjäger Walitza in 31 Einsätzen zwölf Tore erzielt. Im ersten Entscheidungsspiel gegen den Nord-Vize Borussia Dortmund am 17. Juni 1976 wurde er in der zweiten Halbzeit eingewechselt. Dortmund setzte sich aber gegen Nürnberg durch und stieg in die Fußball-Bundesliga auf. 1976 erfolgte für Meininger der Wechsel in die Erstklassigkeit, als er einen Vertrag bei Werder Bremen unterschrieb. Trainer Tilkowski hatte den Stürmer an die Weser vermittelt. In seinem ersten Bremer-Jahr, 1976/77, absolvierte der Stürmer an der Seite von Dieter Burdenski, Horst-Dieter Höttges, Franz Hiller und Werner Görts 28 Ligaspiele und erzielte zehn Tore. Doch auch dort hielt es ihn lediglich zwei Jahre, bevor er 1978 zu Rot-Weiss Essen und damit zurück in die zweite Liga, dieses Mal in die Division Nord, wechselte. 
In seinem zweiten Jahr bei RWE, 1979/80, erreichte die Mannschaft von Trainer Rolf Schafstall die Vizemeisterschaft in der Nord-Staffel. Meininger hatte an der Seite von Frank Mill und Willi Lippens in 35 Einsätzen 14 Tore erzielt. Die Mannschaft aus Bergeborbeck trat im Juni 1980 gegen den Süd-Vize Karlsruher SC zu zwei Entscheidungsspielen um den dritten Aufsteiger in die Fußball-Bundesliga an. Im Karlsruher Wildparkstadion gingen die Essener mit 1:5 Toren unter. Im Rückspiel gelang Meininger zwar bereits in der ersten Minute der 1:0-Führungstreffer, der KSC zog aber durch die 1:3-Niederlage in Essen in die Bundesliga ein. 1982 wechselte Meininger als Amateurspieler zum Oberligisten SV Atlas Delmenhorst. Dort war Meininger Spieler, Co-Trainer und die letzten Jahre Manager dieses erfolgreichen Oberligavereins, für den er insgesamt 35 Spiele (10 Tore) in der dritthöchsten Klasse bestritt. 1994 beendete „Charly“ Meininger, wie er genannt wurde, seine Fußballkarriere.